# Linda Hints
Linda Hints (ur. 24 stycznia 1940 w Tallinie) – estońska paleontolożka (badaczka ramienionogów) i stratygrafka.

## Elementy biografii
W 1963 ukończyła studia wyższe na Uniwersytecie Tartuskim. Jej kariera zawodowa związana była z Instytutem Geologii Estońskiej Akademii Nauk, a następnie z Uniwersytetem Technicznym w Tallinie. na W 1972 uzyskała stopień naukowy kandydata nauk (odpowiadający doktoratowi w systemach zachodnioeuropejskich). Pozostała aktywna zawodowo również po przejściu na emeryturę.

## Znaczenie w historii nauki

### Działalność naukowa
Przedmiotem badań naukowych Lindy Hints są taksonomia ramienionogów ordowickich oraz stratygrafia ordowiku. Opisała nowe rodzaje ramienionogów ordowickich Eorhipidomella Hints, 1971, Oanduporella Hints, 1975, Wysogorskiella Hints, 1975 i Alichovella Hints, 2024, a także liczne nowe gatunki.

### Wybrane publikacje
- Брахиоподы Enteletacea ордовика Прибалтики (1975)[8]
- The succession of Hirnantian events based on data from Baltica: brachiopods, chitinozoans, conodonts, and carbon isotopes (Kaljo, D., Hints, L., Männik, P. & Nõlvak, J.; 2008)[13]
- Diversity and biostratigraphic utility of Ordovician brachiopods in the East Baltic (L. Hints, D. A. T. Harper & J. Paškevičius; 2018)[14]

## Upamiętnienie
Na cześć Lindy Hints nazwano kilka gatunków zwierząt, między innymi ordowickiego liliowca Virucrinus hintsae Rozhnov, 1990, sylurskiego liliowca Euspirocrinus hintsae Ausich, Wilson & Toom, 2020 i ordowickiego kornulita Cornulites lindae Vinn, Madison, Wilson & Toom, 2022.